# NK Kamen-Ingrad Velika
NK Kamen Ingrad je bivši nogometni klub iz Velike. Klub je poznat i pod imenom NK Papuk.

## Povijest
Klub je osnovan 1929. pod imenom NŠK Velika. Nakon 2. svjetskog rata mijenja ime u NK Papuk. 1999. godine NK Papuk po prelasku u Treću ligu mijenja ime u Kamen-Ingrad.
Godine 2009. opet počinje biti aktualan u 2. ŽNL pod imenom NK Papuk Velika.

## Uspjesi
Do 1998. nisu se ni približili najelitnijem hrvatskom nogometnom društvu. Tada na vlast dolazi Vlado Zec a gradi se ono što je danas vrlo kvalitetan stadion za jedno neveliko mjesto kao Velika. U Trećoj ligi klub osvaja prvo mjesto bez poraza, a u idućoj sezoni golovima Zorana Zekića ulaze u 1. HNL. 
U prvoj prvoligaškoj sezoni, 2001./02., klub se od ispadanja spasio, tek, dodatnim kvalifikacijama. Sezonu kasnije redizajnirana momčad osvaja izvanredno 4. mjesto i nastup u Kupu UEFA. Ujesen 2003. Klub prvo igra s luksemburškom Etzellom koju u gostima dobiva 2:1, a kod kuće doslovno gazi sa 7:0. Slijedi povijesni ogled s poznatim bundesligašem Schalke 04. U Velikoj nema golova, a u gostima domaći dobivaju s tijesnih 1:0. Te sezone travnjakom u Velikoj igrali su kasniji golman Panathinaikosa Mario Galinović, Krunoslav Rendulić, napadački dvojac Zekić i Popović. No, te sezone završili su tek kao sedmi u ligi, ipak, izborivši Intertoto kup, u kojem su ih s 4:1 u Rusiji i 1:0 kod kuće pobijeđuje moskovski Spartak.
Iako je klub tada bio solidan prvoligaš, zbog problema u tvrtki Kamen Ingrad, klub propada: plaće kasne, igrači slabo dolaze u klub, i masovno ga napuštaju. U ljeto 2005. klub ostaje bez praktički cijele momčadi. Ipak, pod vodstvom Ivice Matkovića i dvojca Mujčin - Lakić uspijevaju završiti na vrlo dobrom 6. mjestu, i u polufinalu Kupa, uz čak 3 pobjede u 4 utakmice protiv splitskog Hajduka, koji je tada bio u krizi. Prvi strijelac Lakić na ljeto odlazi u berlinsku Herthu.
U travnju 2006. tvrtka Kamen Ingrad odlazi u stečaj, a 13. rujna iste godine Vlado Zec, zbog malverzacija u gospodarskom poslovanju, završava u zatvoru. Početkom 2007. dinastija Zec istjerana je iz kluba kojem je ostavila lijepu prošlost i blizu 6 milijuna eura duga. Novi predsjednik je Ivica Kolundžić. Na kraju sezone klub kao posljednja momčad ispada u 2. HNL. 
Sezona 2007./08. u 2. HNL donosi još veće nedaće za klub, koji završava na 14. mjestu i ispada u 3. HNL, čime dolazi do totalnog raspada seniorske momčadi te klub odustaje od nastupa u 3. HNL.
Sezone 2009. godine pod imenom NK Papuk Velika počinje biti aktualan u 2. ŽNL i ulazi u 1. ŽNL u Požegi. Seniori i juniori se natječu u prvoj županijskoj ligi, dok se početnici i pioniri natječu u prvoj kvalitetnoj ligi Osijek.[nedostaje izvor]

## Stadion
ŠRC Kamen-Ingrad (10.000 mjesta — sva sjedeća), izgrađen je 2002. godine i jedan je od najsuvremenijih i najopremljenijih stadiona u Hrvatskoj, te ispunjava sve kriterije UEFA-e.

## NK Kamen Ingrad u europskim natjecanjima

### Europska natjecanja
| Sezona    | Natjecanje    | Kolo     | Država | Klub                  | Rezultat |
| --------- | ------------- | -------- | ------ | --------------------- | -------- |
| 2003./04. | Kup UEFA      | Pretkolo |        | FC Etzella Ettelbruck | 7:0, 2:1 |
|           |               | 1. kolo  |        | Schalke 04            | 0:0, 0:1 |
| 2004.     | Intertoto kup | 2. kolo  |        | Spartak Moskva        | 0:1, 1:4 |

## Menadžeri
- Tonko Vukušić (1999. – 2000.)
- Tomislav Radić (2001.)
- Rajko Magić (2002.)
- Vjeran Simunić (2002.)
- Milan Tomljenović (2002. – 2003.)
- Nenad Gračan (2003. – 2004.)
- Hrvoje Braović (2004. – 2005.)
- Ivica Matković (2005. – 2006.)
- Ante Čačić (2006.)
- Milan Tomljenović (2006.)
- Stjepan Čordaš (2007.)
- Dalibor Bognar (2007. – 2008.)

## Vanjski izvori
- RSSSF